# タイロン・ブラント
タイロン・ブラント（Tyrone Brandt 1978年11月10日 - ）は南アフリカ共和国出身の野球選手。ポジションは投手。右投右打。
海外のセミプロでプレー経験があり、現在は南アフリカのアスローン・アスレチックスでプレーしている。IBAFワールドカップを始め、多くの国際試合の経験がある。
2006年のWBCでは南アフリカ代表に選出された。